# Martí Planas i Planas
Martí Planas i Planas (Badalona, 24 de gener de 1815-4 de desembre de 1869) va ser un terratinent català, alcalde de Badalona breument el 1868 després de la revolució de Setembre.
Va ser el fill primogènit i hereu de l'amo de Can Seriol de la Plaça, el badaloní Francesc d'Assís Planas i Barriga, i de la martinenca Eulàlia Planas i Riera, tots dos cosins. Les terres dels Planas badalonins abastaven nombroses terres a tots els veïnats del municipi i diverses cases al nucli urbà i al Manresà. Martí es va casar dues vegades: primer amb Maria Coll i Oliver, natural de Cerdanyola del Vallès, amb qui va tenir dos fills, Martí i Francesc, que van morir prematurament; en segones núpcies amb Maria Rosa González i Oliver, d'Esparreguera, amb la qual no va tenir fills.
Va ser regidor i síndic procurador de l'Ajuntament de Badalona entre 1845 i 1846, durant la dècada moderada, si bé políticament s'enquadra en el progressisme. Després de la revolució de 1868 va ser designat alcalde provisional, en paral·lel a la Junta Revolucionària presidida pel seu cunyat Sebastià Badia, fins a les eleccions de desembre del mateix any, durant les quals va ser elegit novament regidor i en sortí com a alcalde el seu cunyat. Nomenat primer tinent d'alcalde durant el mandat de Badia, va ocupar el càrrec fins a la seva mort, el desembre de l'any següent.
A la seva mort va ser enterrat al cementiri Vell de Badalona. Com no va tenir descendència, l'herència va passar al seu tercer germà, Ramon Planas i Planas –que posteriorment seria també alcalde–, perquè el segon germà, Francesc, havia mort també el 1869 sense fills.